# 오사키 슌
오사키 슌(일본어: 大﨑 舜, 2000년 4월 15일~)는 일본의 축구 선수이다.

## 구단 경력
그는 2023년 J2리그의 로아소 구마모토에 입단했다.